# 32108 Jovanzhang
32108 Jovanzhang è un asteroide della fascia principale. Scoperto nel 2000, presenta un'orbita caratterizzata da un semiasse maggiore pari a 2,3105958 UA e da un'eccentricità di 0,1077507, inclinata di 7,64966° rispetto all'eclittica. Ha un diametro di 2,278 km.